# Каменка (Щучинский район)
Каменка (бел. Каменка) — агрогородок в Щучинском районе Гродненской области Беларуси. Административный центр Каменского сельсовета. Население 525 человек (2009).

## География
Агрогородок расположен в 16 км к юго-западу от города Щучин, в 14 км к северу от города Мосты и в 18 км к юго-востоку от города Скидель. Каменка стоит в 4 км к югу от автодороги Гродно — Щучин — Лида. В 2001 году агрогородок насчитывал 649 жителей.

## История

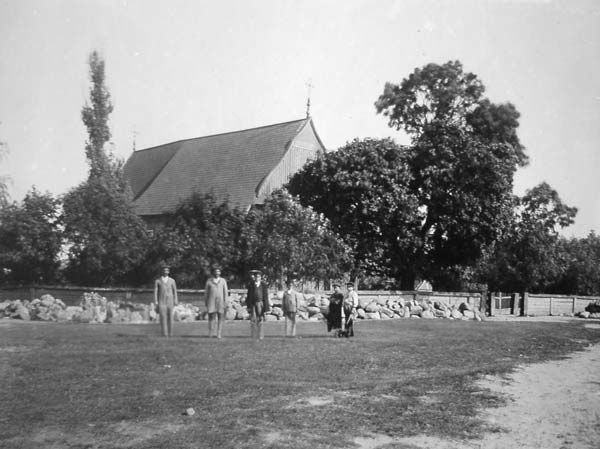
Старый костёл (разобран в 1904 году)

Впервые Каменка упоминается во второй половине XVI веке, как имение на границе Гродненского и Лидского поветов. В 1580 году здесь был образован католический приход, в то же время К. Клодзинский построил здесь деревянный костёл.
В XVIII веке Каменка находилась во владении Тизенгаузов. Во время Великой Северной войны в 1706 году в Каменке в течение двух недель располагалась ставка короля Швеции Карла XII. По состоянию на 1737 год здесь было 47 дворов.
В результате третьего раздела Речи Посполитой (1795) Каменка оказалось в составе Российской империи, где стала волостным центром Гродненского уезда Гродненской губернии. В 1885 году в местечке существовали костёл, два еврейских молитвенных дома, 3 магазина, проводились ярмарки. В конце XIX века в Каменке открыто народное училище (в 1908 году насчитывало 70 учащихся); в 1908 году на месте старого построен новый католический храм св. Антония в неоготическом стиле. В 1915 году находилась под оккупацией немецкой армии.
Согласно Рижскому мирному договору (1921) Каменка оказалась в составе межвоенной Польской Республики, где стала центром гмины Гродненского повета Белостокского воеводства.
В 1939 году Каменка вошла в БССР, где 12 октября 1940 года стала центром сельсовета Щучинского района. Статус поселения понизили до деревни. В ходе Великой Отечественной войны находилась под фашистской оккупацией. Большая часть еврейского населения деревни была уничтожена (см. Холокост в Щучинском районе (Гродненская область)).
По состоянию на 1971 год здесь было 180 дворов, на 1997—261 двор.
В 2010 году деревня Каменка преобразована в агрогородок.

## Население

### Численность
- 2009 год — 525 жителей

### Динамика
- 2009 год — 525 жителей (перепись населения)

## Культура
- Дом культуры
- Историко-краеведческий музей «Спадчына»

## Достопримечательность
- Католический храм Святого Антония Падуанского, 1908 год
- Еврейские захоронения со старинными могильными памятниками

### Памятник, скульптура
- Памятный знак лётчикам 127-го истребительного авиационного полка[5]
- Мемориальная доска в честь лётчика-героя Петра Кузьмина на здании средней школы, названной в честь Героя